# Stazione di Aubagne
La stazione di Aubagne (Gare d'Aubagne in francese) è una stazione ferroviaria posta lungo la linea Marsiglia-Ventimiglia a servizio della cittadina di Aubagne, nel dipartimento delle Bocche del Rodano. È servita dal TER PACA (Treno regionale della PACA).

## Storia
Fu aperta al traffico il 20 ottobre 1858 dalla Compagnie des chemins de fer de Paris à Lyon et à la Méditerranée.